# Rockspektakel
Das Rockspektakel (auch: Rock Spektakel) war ein Musikfestival auf dem Hamburger Rathausmarkt. Es fand von 1988 bis 2019 dort statt, meist über drei Tage und wurde in dieser Zeit von bis zu über 100.000 Zuschauern besucht (1991), später etwa von mehr als 5000 Zuschauern pro Tag. Überwiegend bot es vor allem lokalen Künstlern und Newcomern eine Bühne, aber auch Künstler wie Die Prinzen, Axxis, Gamma Ray, Peter & the Test Tube Babies, H-Blockx, Selig, die Beatsteaks, Revolverheld, Bela B., Nina Hagen, Fiddlers Green, Oomph! oder Blues Pills traten dort auf. Das Festival fand meist an einem Wochenende im August oder September statt, in den letzten Jahren von Freitagabend bis Sonntag.

## Geschichte
Der im selben Jahr gegründete Verein Rock City Hamburg e. V., bestehend aus Hamburger Musikern, Konzertveranstaltern und Menschen aus der Hamburger Musikbranche, rief die Idee zum Festival 1987 ins Leben. Zunächst fand die Veranstaltung vom 8. bis 18. September 1988 statt und wurde nach Angaben des Veranstalters mit 400.000 D-Mark über den GAL-Politiker Paul Rieckmann aus einem versteckten Haushaltstitel gefördert, wovon die Kulturbehörde der Stadt nichts gewusst habe. Das Festival war bei seinen ersten beiden Ausgaben 1988 und 1989 mit der Nacht der Clubs verbunden und diente als deren Abschlussveranstaltung auf dem Rathausmarkt nach einem bis zu zehntägigen Programm verschiedener Hamburger Musikclubs. Das Festival firmierte zunächst als Rathaus Rock und erhielt 1989 den Namen Rockspektakel. Die Nacht der Clubs fand dann ab 1990 eigenständig statt.
In den folgenden Jahren war das Rockspektakel, das im Wesentlichen vom Logo-Betreiber Karsten Schölermann veranstaltet wurde, dann zumeist auf ein Wochenende begrenzt. 2004 wurden durch Hitze und Alkohol über 100 verletzte Besucher gezählt. 2021 entschieden die Veranstalter, auch unter den Bedingungen der Corona-Pandemie, das Festival, das bereits 2020 deswegen ausgefallen war, nicht erneut stattfinden zu lassen.

## Line-ups (teils Auswahl)

### 1988–1999
- 1988: 8. bis 18. September: Avia, Elephant, Loti Pohl, Felix de Luxe, Abi Wallenstein
- 1989: 15. bis 17. September: Steinwolke, Hannes Bauer, Pape, Die abstürzenden Brieftauben, B.Sharp, Kraan
- 1990: 14. bis 16. September: Bon Scott, Plan B, Norbert und die Feiglinge, Mitch Ryder
- 1991: 27. bis 29. September: Nationalgalerie, Die Prinzen, Abba Revival Band, Underworld, Man, Wolf Maahn
- 1992: 18. bis 20. September: Gamma Ray, The Land, Peacock Palace, Whisky Priests, Michel van Dyke, Rudolf Rock & die Schocker
- 1993: Axxis, Illegal 2001, Inchtabokatables, Herwig Mitteregger
- 1994: Cultured Pearls, Subway to Sally, Peter & the Test Tube Babies, H-Blockx, Selig, The Busters, The Bates
- 1995: Paddy Goes to Holyhead, Ninos con Bombas, Bad News Reunion, Die Kassierer, Cucumber Men, Abwärts
- 1996: El Vez, Lotto King Karl, Bogus Brothers, Blind Passengers, Roh, Judge Dread
- 1997: Messer Banzani, Pornomat, Gagu, Latin Quarter
- 1998: Coalminers Beat, Motorsheep, Pothead, Dernameistsolangdassichdasehkeinschweinmerkenkann, Lecker Fischbrät
- 1999: Emergenza Rock Final u. a. mit: Kashmir, 3 Gramm, Myballoon u. a.

### 2000–2010
- 2000: Kind of Blue, Lemonbabies, Goldrausch, Knorkator, Waltari, Ezio, Reef
- 2001: Rantanplan, Desmond Dekker, Emil Bulls, Nina Hagen & Band, Jazz Butcher, The Busters
- 2002: Dubtari, Cultured Pearls, Vivid, H-Blockx, The Shining, Such a Surge
- 2003: Dedushki, Fiddlers Green, Boo!, Laurel Aitkin, Gutbucket, Pinkostar, 4Lyn
- 2004: Beatsteaks, Mother Tongue, Kid Alex, Smoke Blow, Die Schröders
- 2005: Sharonas, Blackmail, Dendemann & Mirko Machine, Looptroop, Tigerbeat, Revolverheld, Dawn Penn
- 2006: Bela B. y Los Helmstedt, Donots, Abwärts
- 2007: Oomph!, Superpunk, Ezio, iO, Flowin’ Immo & Les Freaqz, Positunes
- 2008: H-Blockx, Blackmail, Jaya the Cat, I-Fire, Wirtz
- 2009: Ohrbooten, 4Lyn, Pohlmann, Dubtari, Caracho, Betty Blitzkrieg, The Inspector Clouzo, Rocola Baccalao, Bomba Estereo
- 2010: Smoke Blow, Abwärts, Urban Majik Johnson, I-Fire, Piazumanju, Monsters of Liedermaching, 5Bugs, Das Pack

### 2011–2019
- 2011: Mono Inc., The Dillinger Escape Plan, Caliban, Le Fly, [soon], The Pleasures, Dark Age, D-Flame
- 2012: Wirtz, Smoke Blow, I-Fire, Jonas & the Massive Attraction (CAN), Skindred (UK), Vayden (USA), The Skatoons, Sondaschule
- 2013: Jaya the Cat (NL), Le Fly, Monsters of Liedermaching, Loui Vetton, Das Pack, Mr. Irish Bastard, Liedfett, Urban Majik Johnson
- 2014: Wirtz, I-Fire, Lord of the Lost, La Confianza, Montreal, Galaxy Space Man, Unzucht, Sondaschule
- 2015: Hayseed Dixie (USA), Jaya the Cat (NL), Dritte Wahl, Das Pack, Monsters of Liedermaching, Rogers, Swiss & die Andern, Blut Hirn Schranke, Liedfett
- 2016: Caliban, Vitja, River Becomes Ocean, Le Fly, Sondaschule, Eljot Quent, Der Fall Böse, Pensen Paletti, Der Wahnsinn
- 2017: 8. bis 10. September:
  - Freitag: Übergas, Breathe Atlantis, Antillectual (NL), Rogers, I-Fire
  - Samstag: Mad Hatter’s Daughter, Linda Rum Band, Odeville, Ripe & Ruin, The Wake Woods, Horisont (SE), The Vintage Caravan (IS), Blues Pills (SE)
  - Sonntag: Gold, Alexander von Rothkirch, Better Than, Port Joanna, Reggaedemmi, Skaramanga, Dubtari

- 2018: 21. bis 23. September:
  - Freitag: Into My Vault, Lässing, Kopfecho, Flooot, Monsters of Liedermaching
  - Samstag: Alexander von Rothkirch, Kill Strings, Galaxy Space Man, Soon, Copia, Der Wahnsinn, Die Schröders, Das Pack
  - Sonntag: Miss Allie, Der flotte Totte, Kate Louisa, Lucas Uecker, Kensington Road, Boppin’ B, Henning Wehland

- 2019: 20. bis 22. September 2019:
  - Freitag: Formosa, Hardbone, Motorjesus, Thundermother (SE)
  - Samstag: Tyna, Bonsai Kitten, Dote, Nordn, Engst, Deine Cousine, Rogers, Jaya the Cat (NL),
  - Sonntag: Lilian Gold, Falk, Kate Louisa, Fred Timm & der flotte Totte, Frische Mische, Reis Against The Spülmachine, Denmantau